# Eleonore Trefftz
Eleonore Trefftz (* 15. August 1920 in Aachen; † 22. Oktober 2017 in München) war eine deutsche Physikerin und Mathematikerin, die ab 1972 das erste weibliche Wissenschaftliche Mitglied am Max-Planck-Institut für Physik und Astrophysik war. Sie war die vierte Frau, die bei der Max-Planck-Gesellschaft zum Wissenschaftlichen Mitglied ernannt wurde.

## Leben

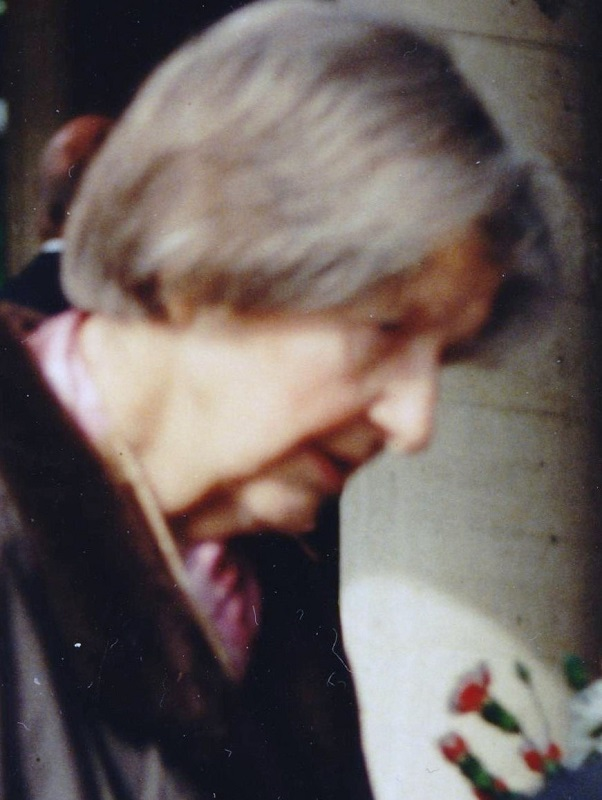
Eleonore Trefftz, 1997 in Göttingen anlässlich der Trauerfeier für den Physiker Friedrich Hund

Nachdem ihr Vater Erich Trefftz 1922 einen Ruf nach Dresden an die dortige Technische Hochschule auf die Professur für Technische Mechanik erhalten hatte, zog die Familie 1923 um und lebte im Stadtteil Loschwitz. Im Sommer 1941 nahm sie das Studium der Physik und der Mathematik an der Technischen Hochschule Dresden auf und wechselte nach dem Vordiplom an die Universität Leipzig. Dort studierte sie Mathematik bei van der Waerden, legte im Februar 1944 die Diplom-Hauptprüfung „mit Auszeichnung“ ab und wurde Assistentin des Physikers Friedrich Hund, in dessen Haus sie kurze Zeit wohnte. Im Oktober 1945 verteidigte Eleonore Trefftz ihre Dissertation zum Thema „Curie-Umwandlung von Mischkristallen auf Grund klassischer Statistik“ und legte die Prüfung mit dem Prädikat „mit Auszeichnung“ ab. Kurz danach, im Januar 1946 wurde sie von Martin Kersten an der Technischen Hochschule Dresden angestellt, der zunächst kommissarischer Verwalter des Lehrstuhls war und danach zum ordentlichen Professor berufen wurde. Eleonore Trefftz hielt Übungen in Theoretischer Physik und wurde darin durch Friedrich Hund von der Universität Leipzig unterstützt, der ihr eine Aufgabensammlung zur Verfügung stellte.
Im Sommer 1948 verließ Eleonore Trefftz die Technische Hochschule Dresden und wechselte an das Max-Planck-Institut für Physik, das sich damals in Göttingen befand. Mit dem dort verdienten Geld finanzierte sie das Studium ihres Bruders. Trefftz forschte über die Theorie der Übergangswahrscheinlichkeiten von Spektrallinien und ihre praktische Berechnung.
Sie zog mit dem MPI für Physik, dessen Institutsdirektor Werner Heisenberg war, 1958 nach München um, 1972 wurde sie zum „Wissenschaftlichen Mitglied“ der Max-Planck-Gesellschaft berufen. Ihrer Abteilung bei Ludwig Biermann war auch eine Gruppe zur Quantenchemie angegliedert.
Eleonore Trefftz weilte während der deutschen Teilung mehrfach in Dresden, unter anderem bei einer Tagung anlässlich des 25. Todestages ihres Vaters (1962), bei einer Festveranstaltung anlässlich des 100. Geburtstags des Physikers Harry Dember (1982) und bei der Aufstellung der Büste ihres Vaters im Mathematikgebäude der TU (1987).
Die Technische Universität Dresden hat ein Gastprofessorinnenprogramm, das den „bestehenden Ungleichheiten insbesondere bei der Besetzung von Professuren an der TU Dresden“ entgegenwirken soll, nach Eleonore Trefftz benannt.
Eleonore Trefftz starb im Oktober 2017 im Alter von 97 Jahren.
Der Asteroid (7266) Trefftz wurde nach ihr benannt.